# Satansbraten (Schimpfwort)
Als Satansbraten, teilweise auch als Teufelsbraten, wird in der Umgangssprache bildlich eine Person bezeichnet, die unter Missachtung der Moral anderen Personen erheblichen Schaden zufügt, um daraus materielle Vorteile zu ziehen oder sich daran zu erfreuen.
Das Wort „braten“ geht auf „brathan“ („Bruder“ – aus dem Slawischen) zurück. Oder gemäß alternativer Vermutung auf die vor allem im Mittelalter verbreitete christliche Vorstellung, nach der Satan Menschen mit moralisch verwerflichen Haltungen und Taten schließlich zu sich holt, um sie in der Hölle (nach damaligen volkstümlicher Vorstellung in seiner Teufelsküche) zu braten. Der Begriff wird heute eher in der Bedeutung durchtriebener Kerl, Schlingel gebraucht.